# Ommata malthinoides
Ommata malthinoides là một loài bọ cánh cứng trong họ Cerambycidae.